# Цибушево
Цибушево — деревня в Ореховском сельском поселении Галичского района Костромской области России.

## История
Согласно Спискам населенных мест Российской империи в 1872 году деревня Цыбушево относилась к 1 стану Галичского уезда Костромской губернии. В ней числилось 10 дворов, проживало 33 мужчины и 42 женщины.
Согласно переписи населения 1897 года в деревне проживало 104 человека (46 мужчин и 58 женщин).
Согласно Списку населенных мест Костромской губернии в 1907 году деревня относилась к Котельской волости Галичского уезда Костромской губернии. По сведениям волостного правления за 1907 год в ней числилось 23 крестьянских двора и 135 жителей. Основными занятиями жителей деревни, помимо земледелия, были плотницкие и сельскохозяйственные работы.
До муниципальной реформы 2010 года деревня также входила в состав Ореховского сельского поселения.

## Население
| 2008 | 2010 | 2012 | 2014 |
| ---- | ---- | ---- | ---- |
| 2    | ↗4   | ↘1   | →1   |